# 排骨飯

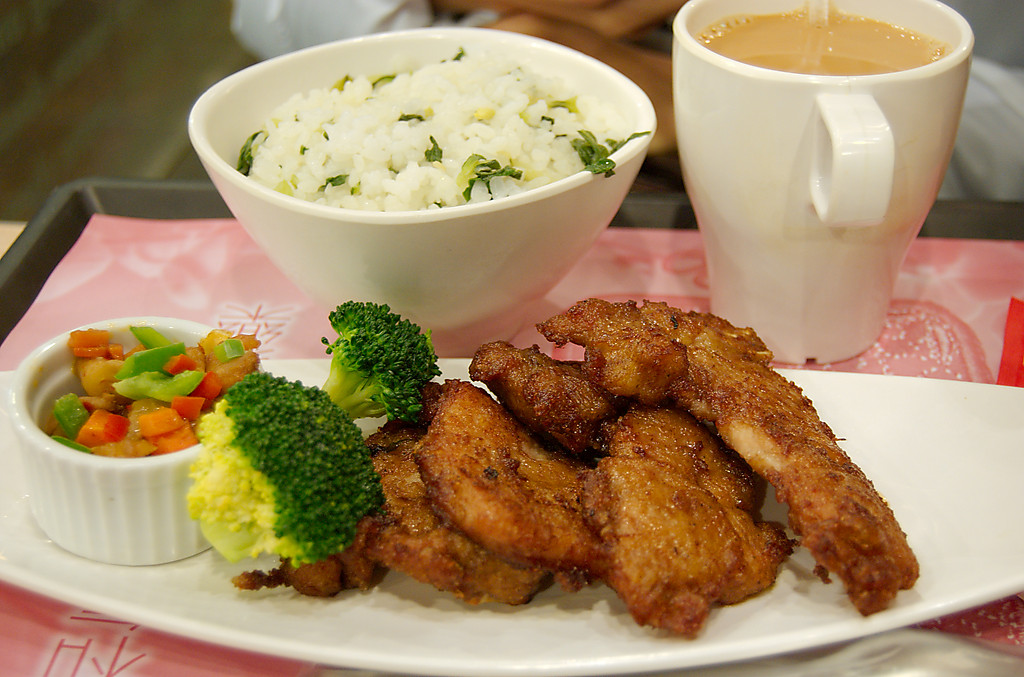
香港快餐店的上海排骨菜飯

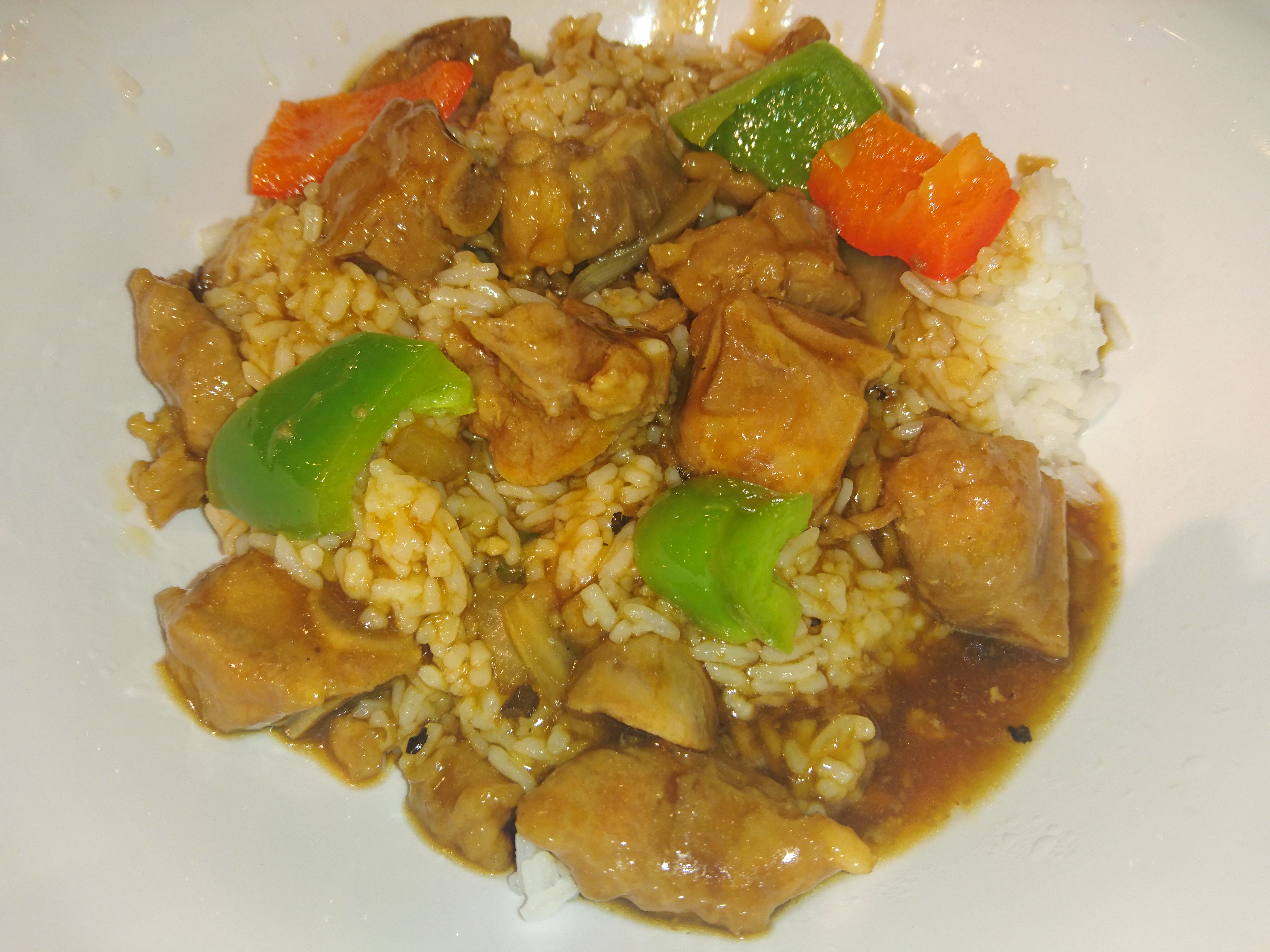
香港快餐店的豉椒排骨飯

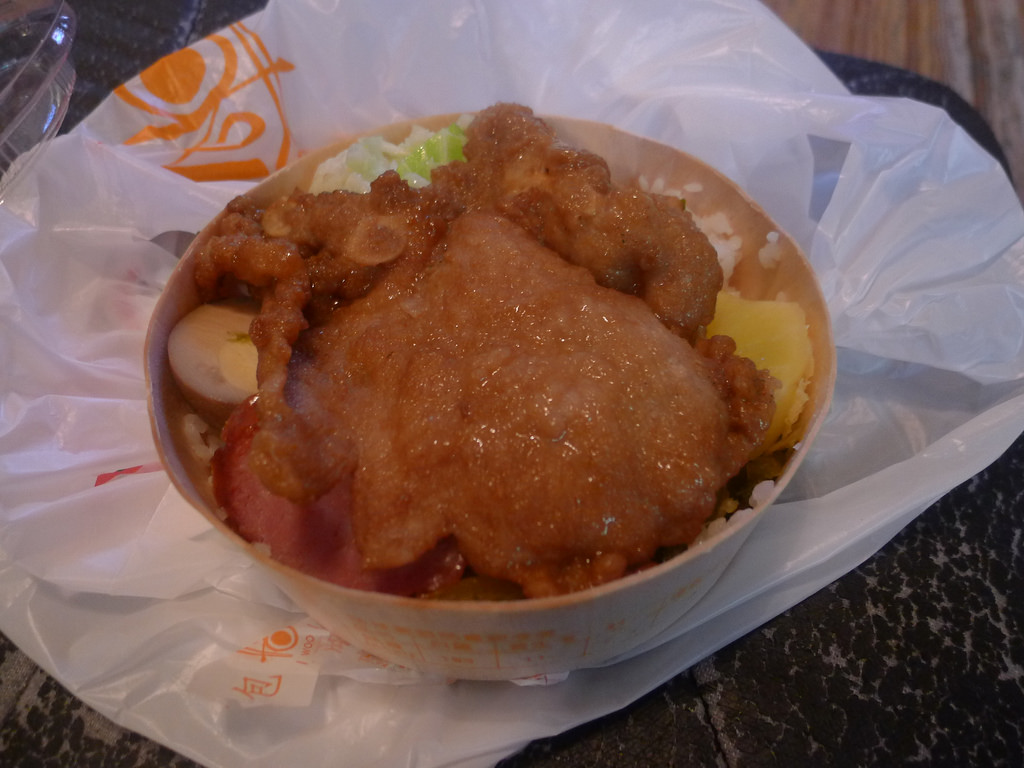
台式排骨飯

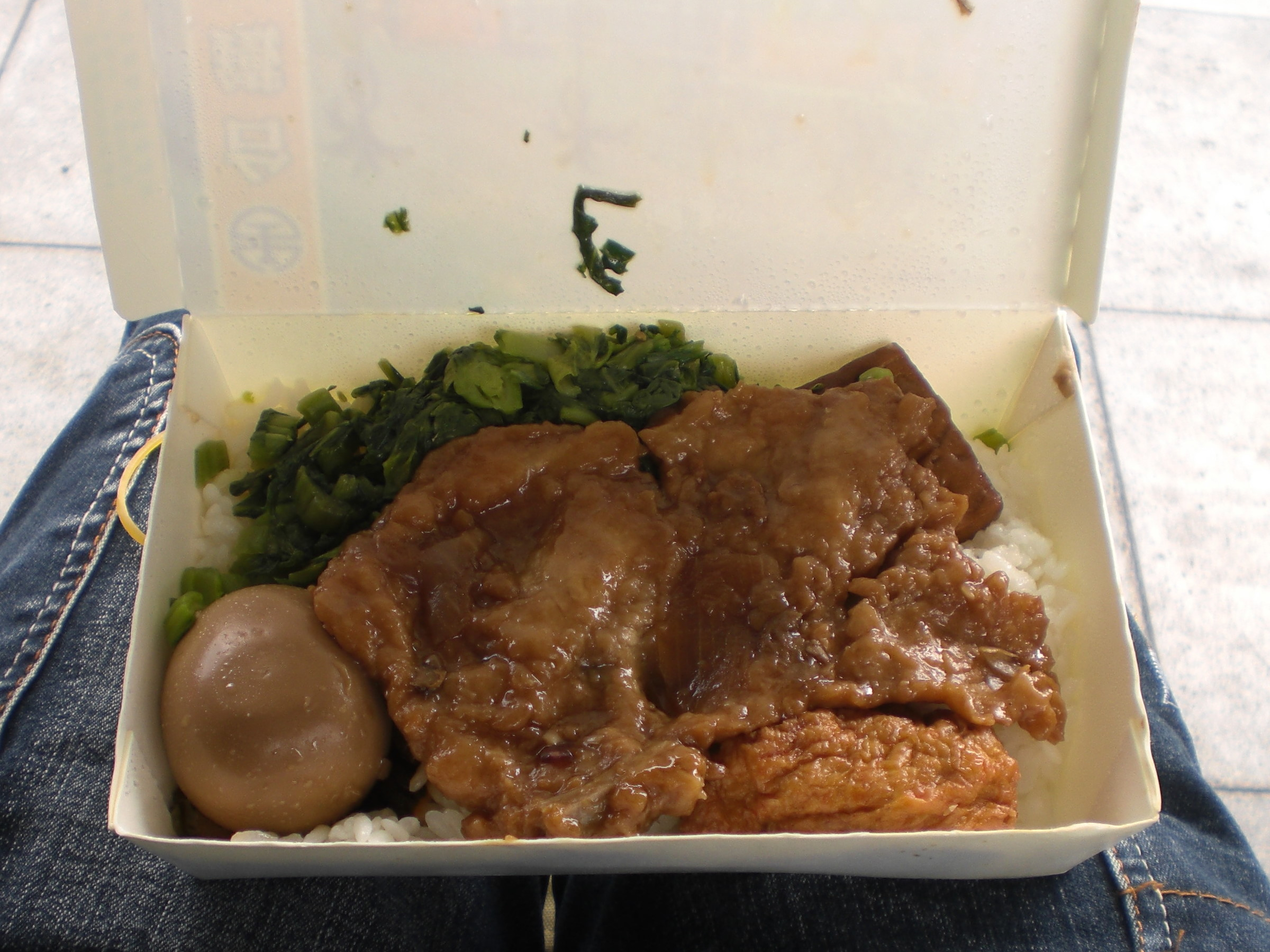
台鐵排骨便當

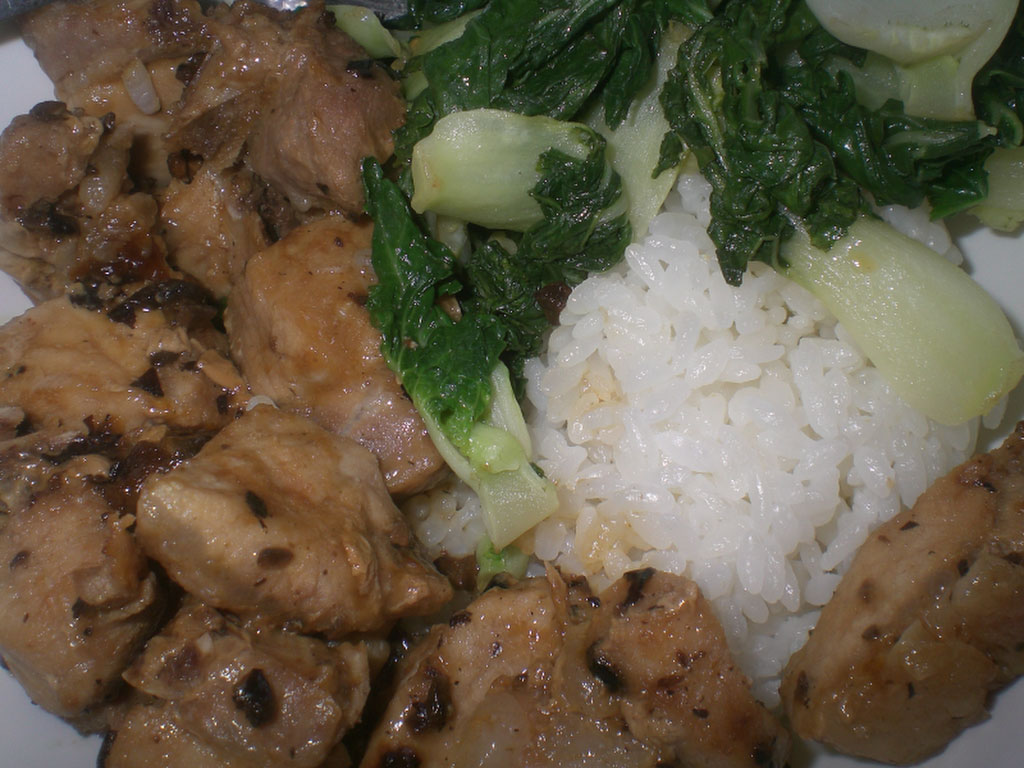
粵式豆豉排骨飯

排骨飯是以排骨或肉排為主要配料的飯。在不同地方有不同的製法。

## 港式排骨飯

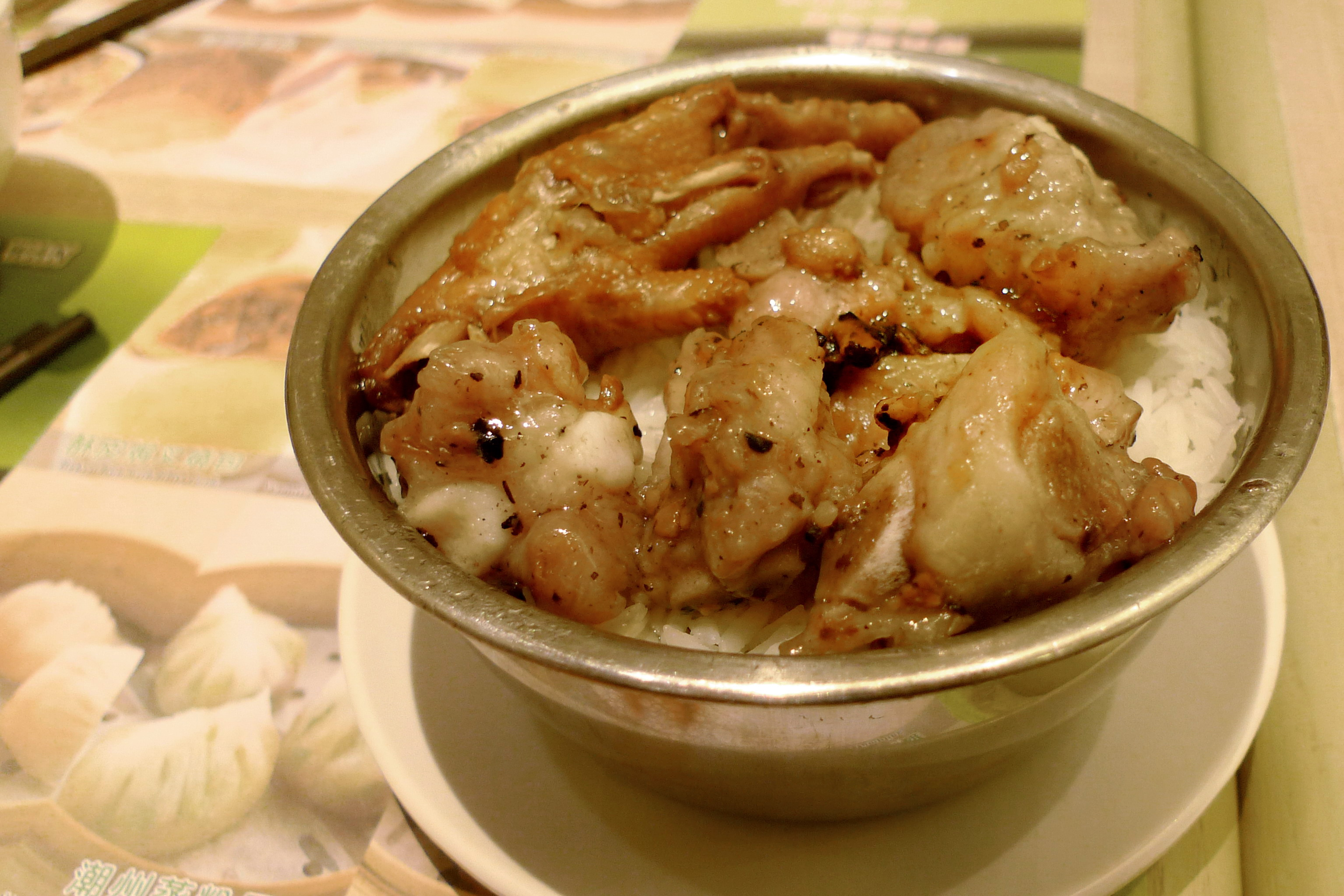
一盅鳳爪排骨飯

是蒸飯及盅頭飯的一種，不少酒樓都有提供。做法是把豉汁排骨放於白飯上蒸熟，有時會配搭鳳爪成為鳳爪排骨飯。

## 台式排骨飯
以大里脊排骨製作，原本是日本定食套餐的主要菜餚，引進台灣後，經過改良，逐漸衍變成台灣的在地小吃，經便當族食用後，廣受推傳，而成為了現在普遍的排骨飯。根據研究，炸排骨在台灣最早的起源應該是台北市的西區西門町一帶。西區在台灣日本殖民統治時期是重要發展繁榮地帶，因此，可靠的推斷是台灣的排骨飯應該是來自於日系炸豬排飯的演化。而所謂的炸豬排飯在日本的演化甚至可以上述自黑船敲開日本大門之後，將西餐轉化為日本文化的和式洋食風潮，在東京銀座最著名的練瓦亭，其歷史就可以追溯至百年之前。在合理的推斷之下，台灣台北誕生的炸排骨應該是由橫濱、大阪一帶將西式的煎豬排整塊的形式，修改成今日我們所見的炸豬排飯。 
1927年12月10日起《台灣日日新報》連載23天「江山樓主人」講述的〈台灣料理の話〉紀錄了酒家為了鼓勵顧客多喝酒，菜餚多油炸物，排骨酥便在其中。 
炸排骨在麵皮和厚度上便是以雷同炸排骨酥裹粉的方式，成為台灣菜裡排骨飯文化特色，在鼎泰豐和台鐵便當還有便當店都能看到炸排骨或滷排骨的身影。
排骨飯及類似的豬排飯是台灣最常見午餐、晚餐外食菜肉飯；取用約莫掌大般豬排肉配飯，佐以蔬菜、辣椒蘿蔔乾，淋上醬汁，與火雞肉飯、肉燥飯大街小巷普及食用之正餐。
可分為裹麵漿的軟炸，和裹地瓜粉，麵粉，或是麵包粉的乾炸。也有直接炸的排骨和裹地瓜粉炸過再滷的排骨。

## 上海式排骨飯
排骨配搭菜飯，於上海流行，其他地區的上海菜館也可以吃到，但當中的排骨事實是豬排。